# Kagraner Friedhof

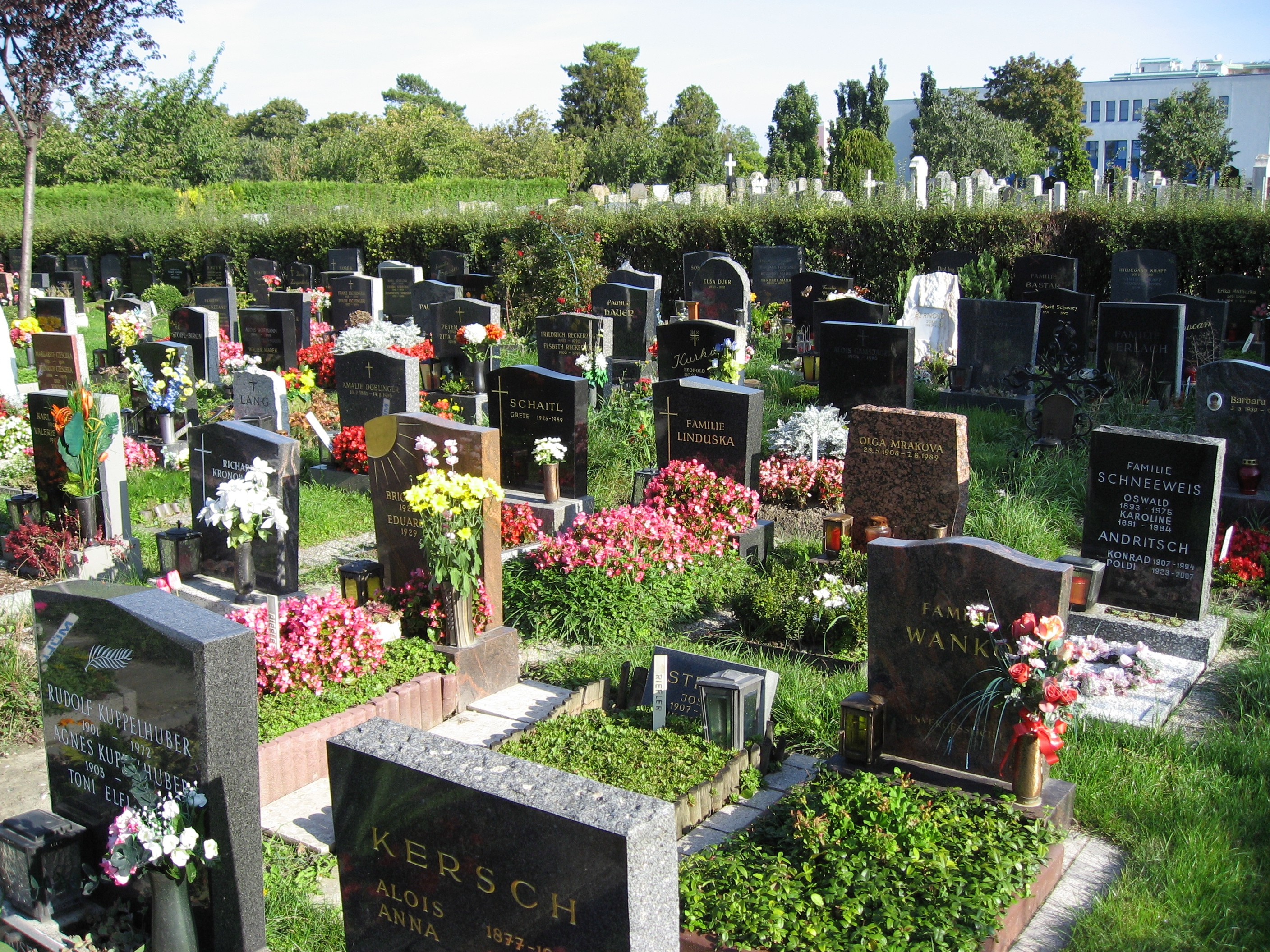
Gräberreihen auf dem Kagraner Friedhof

Der Kagraner Friedhof ist ein Friedhof im 22. Wiener Gemeindebezirk Donaustadt. Er umfasst eine Fläche von 55.781 m² und beherbergt 8.175 Grabstellen.

## Lage und Infrastruktur

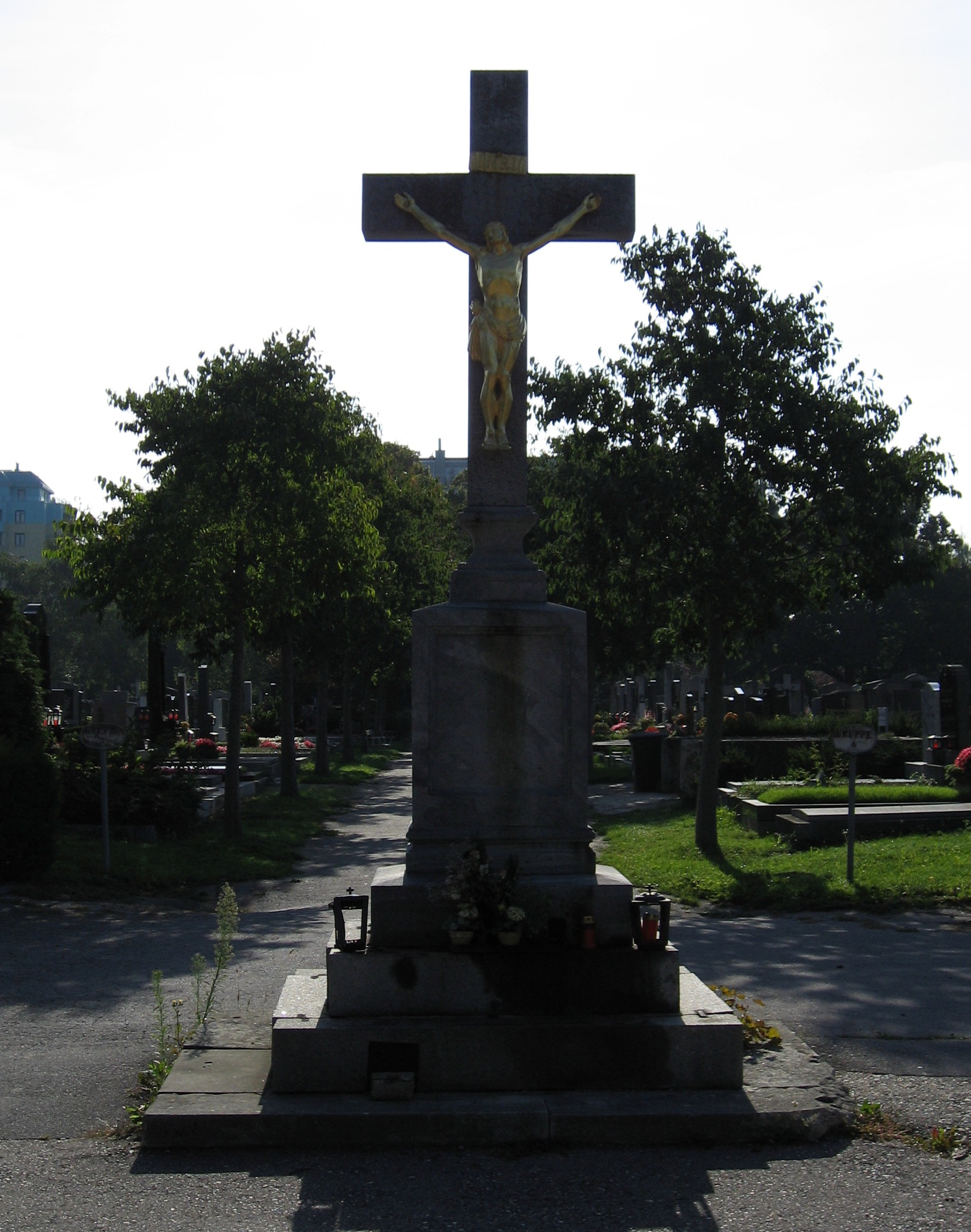
Friedhofskreuz

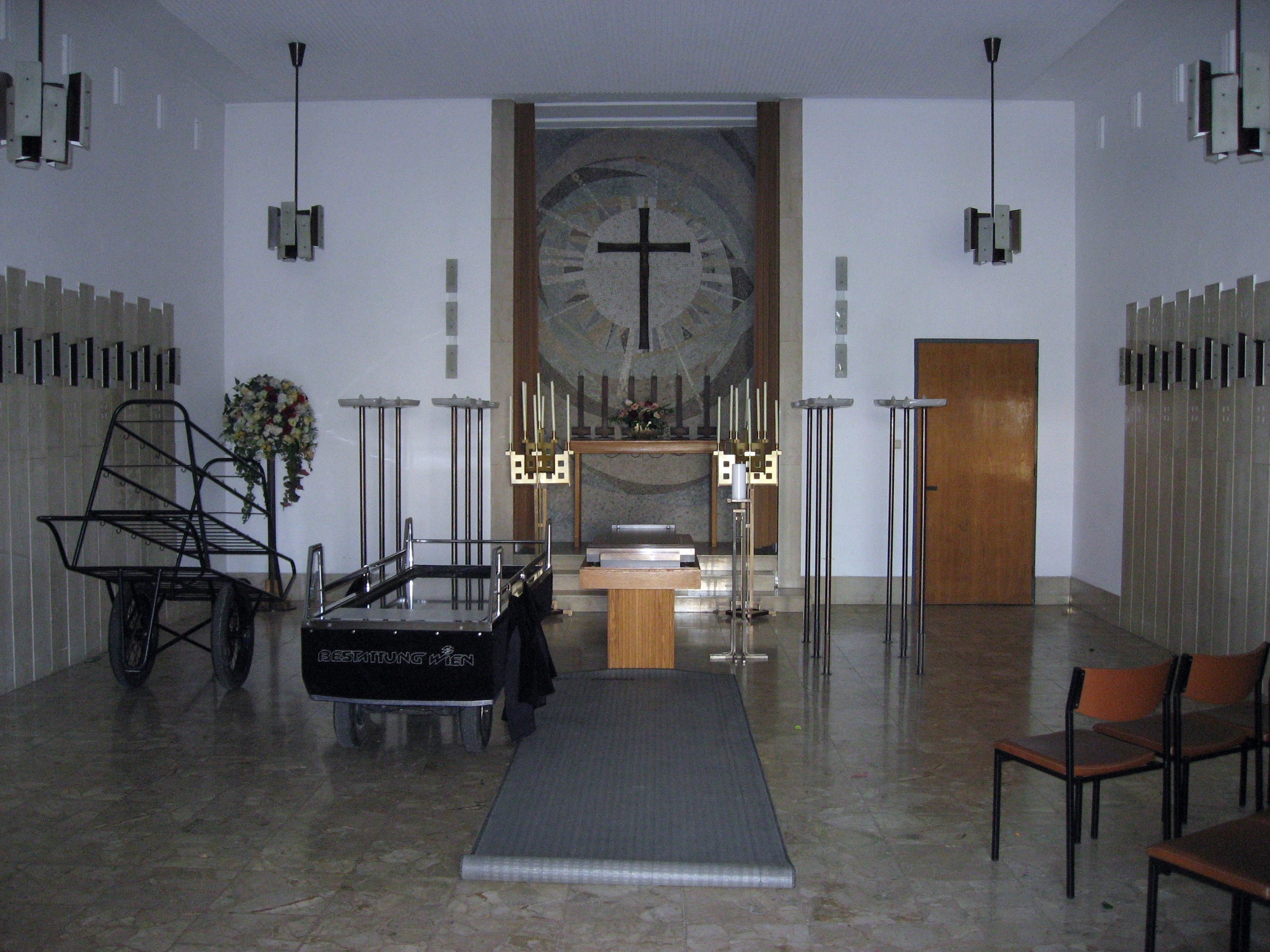
Aufbahrungshalle

Der Kagraner Friedhof liegt im Nordwesten der Donaustadt im Bezirksteil Kagran, am Goldemundweg 11. Der Friedhof wird im Norden vom Ferdinand-Stransky-Weg, im Osten von der Theodor-Kramer-Straße, im Süden von Grünflächen und im Westen vom Gebäude eines Baumarktes und dessen Parkplatz begrenzt. Der etwa 140 Meter lange Goldemundweg führt von der Wagramer Straße zum Friedhofseingang. Die nahegelegene Station Kagraner Friedhof der Wiener Linien wurde bis 2006 von der Straßenbahnlinie 25 angefahren und wird heute von der Buslinie 31A bedient.
Der Kagraner Friedhof wird im Auftrag der Friedhöfe Wien GmbH vom Friedhofsmeister Franz Müller verwaltet. 

## Geschichte
Ursprünglich befand sich ein Friedhof um die Kagraner Pfarrkirche. Da auch einige umliegende Ortschaften wie Stadlau und Hirschstetten zur Pfarre Kagran zählten, wurden deren Verstorbene ebenfalls auf diesem Kirchhof begraben. 1737 erfolgte eine Erweiterung, die eingefriedet wurde. 1811 wurde eine Leichenkammer errichtet, die 1830 durch einen Eisstoß zerstört und nicht wieder aufgebaut wurde. Zwischenzeitlich gab es östlich der Kirche einen separaten Pestfriedhof, an den noch heute ein Pestkreuz erinnert.
Aufgrund der steigenden Bevölkerungszahlen in Kagran wurde die Errichtung eines neuen Friedhofs im Norden des Ortes beschlossen. Dieser wurde am 3. Juli 1887 geweiht. Der alte Friedhof wurde geschlossen, aber erst 1902 aufgelassen und in einen Kirchplatz umgewandelt. 1908 wurde der neue Friedhof erweitert, 1919 wurde eine Kapelle errichtet. 1954, 1966 und 1988 erfolgten weitere Vergrößerungen.
1966 wurde die alte Aufbahrungshalle durch einen Neubau nach Entwürfen von Josef Strelec ersetzt. Der Aufbahrungsraum wurde von Erich Boltenstern gestaltet. Von dem Maler Hermann Bauch stammt ein Mosaik und ein Bleiglasfenster im Eingangsbereich. Das Bronzekruzifix wurde von Viktor Hammer entworfen.

## Grabstätten bedeutender Persönlichkeiten

### Ehrenhalber gewidmete Gräber
Der Kagraner Friedhof weist fünf ehrenhalber gewidmete Gräber auf.
| Name              | Lebensdaten | Tätigkeit                           |
| ----------------- | ----------- | ----------------------------------- |
| Franz Hohenberger | 1867–1941   | Maler                               |
| Johann Knoll      | 1856–1924   | Stadtrat                            |
| Erich Kuchar      | 1927–2015   | Kammersänger                        |
| Rudolf Schaffer   | 1894–1934   | Opfer des Februaraufstands von 1934 |
| Ludwig Stumper    | 1897–1934   | Opfer des Februaraufstands von 1934 |

### Gräber weiterer Persönlichkeiten
Weitere bedeutende Persönlichkeiten, die am Kagraner Friedhof begraben sind:
| Name              | Lebensdaten | Tätigkeit                                 |
| ----------------- | ----------- | ----------------------------------------- |
| Eveline Andrlik   | 1935–2016   | Politikerin                               |
| Ludwig Babinski   | 1909–1990   | Orchesterleiter                           |
| Heinz Binder      | 1943–2024   | Fußballspieler                            |
| Wilhelm Filla     | 1947–2016   | Erwachsenenbildner                        |
| Wilhelm Hahnemann | 1914–1991   | Fußballspieler                            |
| Adolf Huber       | 1923–1994   | Fußballspieler                            |
| Kurt Jaggberg     | 1922–1999   | Schauspieler, Drehbuchautor und Regisseur |
| Frank Lester      | 1935–2021   | Fernsehmoderator                          |
| Theophilus Muth   | 1870–1939   | Pfarrer von Kaisermühlen                  |
| Franz Pixner      | 1912–1998   | Bildhauer                                 |
| Josef Pleyl       | 1902–1989   | Politiker                                 |
| Ludwig Popper     | 1904–1984   | Arzt                                      |
| Roman Polt        | 1926–2008   | Jazztrompeter                             |
| Anton Strömer     | 1900–1942   | Widerstandskämpfer                        |
| Franz Swoboda     | 1933–2017   | Fußballspieler                            |
| Andreas Urteil    | 1933–1963   | Bildhauer                                 |
| Karl Wölfl        | 1914–2004   | Radrennfahrer                             |